# Benno Linderbauer
Benno Linderbauer OSB, Taufname Johann Baptist (* 13. Dezember 1863 in München; † 20. Oktober 1928 in Metten) war klassischer Philologe und Benediktiner im bayerischen Kloster Metten.

## Leben
Nach der Gymnasialzeit am erzbischöflichen Knabenseminar in Scheyern studierte Linderbauer Theologie und klassische Philologie an den Universitäten München und Würzburg. 1887 legte er im Kloster Metten die feierliche Profess ab und empfing die Priesterweihe. In den folgenden Jahren war er als Lehrer am Gymnasium des Klosters tätig.
Benno Linderbauer führte die im Kloster Metten von Edmund Schmidt OSB begründete kritische Erforschung der Benediktusregel fort und galt über seinen Tod hinaus als der führende Experte für die Textgeschichte der Regel.

## Werke (Auswahl)
- De Verborum mutuatorum et Peregrinorum apud Ciceronem Usu et compensatione, 2 Teile, 1892–93.
- Studien zur lateinischen Synonymik, 1904.
- S. Benedicti Regula Monachorum, hrsg. und philologisch erklärt, Metten 1922.
- Philologischer Kommentar der Benediktinerregel, 1922.
- Die Klosterregel des heiligen Benedikt, übersetzt, 1928.
- Regula Monasteriorum. Edidit, prolegomenis, apparatu critico, notis instruxit Benno Linderbauer O.S.B. (Florilegium Patristicum 17), Bonn 1928.